# Influencia de la Revolución francesa
La Revolución Francesa tuvo un gran impacto en Europa y el Nuevo Mundo. Los historiadores la consideran ampliamente como uno de los acontecimientos más importantes de la historia europea. A corto plazo, Francia perdió a miles de sus compatriotas en forma de émigrés, quienes deseaban escapar de las tensiones políticas y salvar sus vidas. Varios se establecieron en países vecinos (principalmente Gran Bretaña, Alemania y Austria), mientras que otras se establecieron en Rusia y muchas también fueron a Canadá y Estados Unidos. El desplazamiento de estos franceses condujo a la difusión de la cultura francesa, políticas que regulaban la inmigración y a lugares de refugio que permitieron que los realistas y otros contrarrevolucionarios sobrevivieran a la violencia de la Revolución Francesa. El impacto a largo plazo en Francia fue profundo y moldeó su sociedad, religión, ideas y la política durante más de un siglo. Cuanto más cerca estaban otros países, mayor y más profundo fue el impacto francés, que trajo consigo el liberalismo, pero también prácticas como la democracia directa y el terror revolucionario junto con el fin de muchas leyes y prácticas feudales o tradicionales. Sin embargo, también hubo una contrarreacción conservadora que derrotó a Napoleón, reinstaló a los reyes borbones y, en cierto modo, revirtió las nuevas reformas.
La mayoría de las nuevas naciones creadas por Francia fueron abolidas y devueltas a sus propietarios anteriores a la guerra en 1814. Sin embargo, Frederick Artz destaca los beneficios que los italianos obtuvieron de la Revolución Francesa:
Durante casi dos décadas, los italianos tuvieron excelentes códigos legales, un sistema tributario justo, una mejor situación económica y más tolerancia religiosa e intelectual de la que habían conocido durante siglos.... En todas partes se habían derribado viejas barreras físicas, económicas e intelectuales y los italianos habían empezado a tener la idea de una nacionalidad común.
También en Suiza, Martin ha evaluado el impacto a largo plazo de la Revolución Francesa:
Proclamó la igualdad de los ciudadanos ante la ley, la igualdad de las lenguas, la libertad de pensamiento y de fe; creó la ciudadanía suiza, base de nuestra nacionalidad moderna, y la separación de poderes, de la que el antiguo régimen no tenía concepción; suprimió los aranceles interiores y otras restricciones económicas; unificó los pesos y las medidas, reformó el derecho civil y penal, autorizó los matrimonios mixtos (entre católicos y protestantes), suprimió la tortura y mejoró la justicia; desarrolló la educación y las obras públicas.
El mayor impacto se produjo en la propia Francia. Además de efectos similares a los ocurridos en Italia y Suiza, en Francia se introdujo el principio de igualdad jurídica y se degradó a la otrora poderosa y adinerada Iglesia Católica a una mera oficina controlada por el gobierno. El poder se centralizó en París, con su fuerte burocracia y un ejército abastecido mediante la conscripción de todos los jóvenes. La política francesa estaba permanentemente polarizada: «izquierda» y «derecha» eran los nuevos términos para los partidarios y opositores de los principios de la Revolución.

## Impacto en Francia
Los cambios en Francia fueron enormes; algunos fueron ampliamente aceptados y otros fueron duramente cuestionados a finales del siglo XX. Antes de la Revolución, el pueblo tenía poco poder o voz. Los reyes habían centralizado tanto el sistema que la mayoría de los nobles pasaban su tiempo en Versalles y sólo desempeñaban un pequeño papel directo en sus distritos de origen. Thompson dice que los reyes habían: «gobernado en virtud de su riqueza personal, su patrocinio de la nobleza, su disposición de los cargos eclesiásticos, sus gobernadores provinciales (intendendants), su control sobre los jueces y magistrados, y su mando del Ejército.»
Después del primer año de la revolución, este poder ya había sido despojado. El rey era una figura decorativa, la nobleza había perdido todos sus títulos y la mayor parte de sus tierras, la Iglesia perdió sus monasterios y tierras de cultivo, los obispos, jueces y magistrados eran elegidos por el pueblo, el ejército estaba casi indefenso, con el poder militar en manos de la nueva Guardia Nacional revolucionaria. Los elementos centrales de 1789 fueron el lema « Libertad, igualdad, fraternidad » y la Declaración de los Derechos del Hombre y del Ciudadano, que Lefebvre llama «la encarnación de la Revolución en su conjunto».
El impacto a largo plazo en Francia fue profundo: moldeó la política, la sociedad, la religión y las ideas, y polarizó la política durante más de un siglo. El historiador François Aulard escribe:
Desde el punto de vista social, la Revolución consistió en la supresión del llamado sistema feudal, en la emancipación del individuo, en una mayor división de la propiedad territorial, en la abolición de los privilegios de la nobleza, en el establecimiento de la igualdad, en la simplificación de la vida... La Revolución Francesa se diferenció de otras revoluciones en que no fue meramente nacional, pues tenía como objetivo beneficiar a toda la humanidad. " 

## Impacto en Europa
Europa se vio sacudida por dos décadas de guerra en torno a los esfuerzos de Francia por difundir sus ideales revolucionarios y a la oposición de los miembros de las coaliciones antifrancesas, comandadas por la realeza reaccionaria. Napoleón fue finalmente derrotado y los reaccionarios tomaron el control de Francia. Aun así, hubo muchos resultados profundos en términos de ideas e instituciones políticas.

### Emigración francesa
Para escapar de las tensiones políticas y salvar sus vidas, numerosas personas, en su mayoría hombres, emigraron de Francia. Muchos se establecieron en países vecinos (principalmente Gran Bretaña, Alemania, Austria y Prusia) y unos cuantos se fueron a los Estados Unidos. La presencia de estos miles de franceses de diversos orígenes socioeconómicos que acababan de huir de un foco de actividad revolucionaria planteó un problema para las naciones que dieron refugio a los migrantes. El temor era que trajeran consigo un complot para perturbar el orden político, lo que llevó a una mayor regulación y documentación del flujo de inmigrantes en los países vecinos. Aun así, la mayoría de las naciones, como Gran Bretaña, se mantuvieron magnánimas y dieron la bienvenida a los franceses.

### Conquistas francesas
En asuntos exteriores, el ejército francés al principio tuvo bastante éxito. Conquistó los Países Bajos austríacos (aproximadamente la actual Bélgica) y los convirtió en otra provincia de Francia. Conquistó la República Holandesa (los actuales Países Bajos) y la convirtió en un estado títere. Tomó el control de las zonas alemanas en la margen izquierda del río Rin y estableció un régimen títere. Conquistó Suiza y la mayor parte de Italia, creando una serie de estados títeres. El resultado fue gloria para Francia y una infusión de dinero muy necesaria desde las tierras conquistadas, que también proporcionó apoyo directo al ejército francés. Sin embargo, los enemigos de Francia, liderados por Gran Bretaña y financiados por el Tesoro británico, formaron una Segunda Coalición en 1799 (a la que se unieron Gran Bretaña, Rusia, el Imperio Otomano y Austria). Esta obtuvo una serie de victorias que hicieron retroceder los éxitos franceses y el ejército francés quedó atrapado en Egipto. El propio Napoleón tuvo que burlar el bloqueo británico en octubre de 1799 y regresó a París.
Napoleón conquistó la mayor parte de Italia en nombre de la Revolución Francesa entre 1797 y 1799. Consolidó antiguas unidades y dividió las posesiones de Austria. Fundó una serie de nuevas repúblicas, con nuevos códigos jurídicos y la abolición de antiguos privilegios feudales. La República Cisalpina de Napoleón tenía su centro en Milán. La ciudad de Génova se convirtió en una república mientras que su interior se convirtió en la República Ligur. La República Romana se formó a partir de las posesiones papales, mientras que el propio Papa fue enviado a Francia. La República Napolitana se formó alrededor de Nápoles, pero duró sólo cinco meses antes de que las fuerzas enemigas de la Coalición la recuperaran.
En 1805 formó el Reino de Italia, con él mismo como rey y su hijastro como virrey. Además, Francia convirtió a los Países Bajos en la República Bátava y a Suiza en la República Helvética. Todos estos nuevos países eran satélites de Francia y tenían que pagar grandes subsidios a París, además de proporcionar apoyo militar a las guerras de Napoleón. Se modernizaron sus sistemas políticos y administrativos, se introdujo el sistema métrico y se redujeron las barreras comerciales. Los guetos judíos fueron abolidos. Bélgica y Piamonte pasaron a ser partes integrantes de Francia. Las nuevas naciones fueron abolidas y devueltas a sus antiguos propietarios en 1814. Sin embargo, Artz destaca los beneficios que los italianos obtuvieron de la Revolución Francesa:
Durante casi dos décadas, los italianos tuvieron excelentes códigos legales, un sistema tributario justo, una mejor situación económica y más tolerancia religiosa e intelectual de la que habían conocido durante siglos.... En todas partes se habían derribado viejas barreras físicas, económicas e intelectuales y los italianos habían empezado a tener conciencia de una nacionalidad común.

### Nacionalismo
Otto Dann y John Dinwiddy informan: "Durante mucho tiempo ha sido casi una obviedad en la historia europea que la Revolución Francesa dio un gran estímulo al crecimiento del nacionalismo moderno". El historiador Carlton JH Hayes enfatizó el nacionalismo como un resultado importante de la Revolución Francesa en toda Europa. El impacto en el nacionalismo francés fue profundo. Napoleón se convirtió en tal símbolo heroico de la nación que la gloria fue fácilmente reclamada por su sobrino, quien fue elegido presidente por abrumadora mayoría (y más tarde se convirtió en el emperador Napoleón III). Su influencia fue grande en los cientos de pequeños estados alemanes y en otros lugares, donde se inspiró en el ejemplo francés o fue una reacción contra él.

### Gran Bretaña
Al comienzo de la Revolución, Gran Bretaña apoyó la nueva monarquía constitucional en Francia, hasta el regicidio de Luis XVI. La mayoría del establishment británico se opuso vehementemente a la revolución. Gran Bretaña, guiada por Pitt el Joven, lideró y financió la serie de coaliciones que lucharon contra Francia entre 1793 y 1815, y la destitución de Napoleón Bonaparte culminó con la restauración (temporal) de los Borbones. Edmund Burke escribió Reflexiones sobre la Revolución en Francia, un panfleto notable por su defensa del principio de la monarquía constitucional; los acontecimientos que rodearon a la London Corresponding Society fueron un ejemplo de esos febriles tiempos.

### Irlanda
En Irlanda, el efecto transformaría lo que había sido un intento de la Ascendencia Protestante de ganar cierta autonomía en un movimiento de masas liderado por la Society of United Irishmen, formada tanto por católicos como protestantes. Estimuló la demanda de más reformas en toda Irlanda, especialmente en el Ulster. Estos esfuerzos culminaron en la Rebelión Irlandesa de 1798, que fue rápidamente reprimida. Esta revuelta se considera la base del republicanismo irlandés, que finalmente condujo a la independencia y la partición de Irlanda y al establecimiento de una república irlandesa .

### Alemania
La reacción alemana a la Revolución osciló entre favorable al principio y antagónica. En un principio trajo consigo ideas liberales y democráticas, el fin de los gremios, de la servidumbre y del gueto judío. Trajo libertades económicas y reformas agrarias y jurídicas. Los intelectuales alemanes celebraron los cambios, esperando ver el triunfo de la Razón y la Ilustración. También hubo enemigos, ya que las cortes reales de Viena y Berlín denunciaron el derrocamiento del rey y la amenaza de propagación de las ideas de libertad, igualdad y fraternidad.
En 1793, la ejecución del rey francés y el inicio del Terror desilusionaron a la "Bildungsbürgertum" (clase media educada). Los reformistas dijeron que la solución era tener fe en la capacidad de los alemanes para reformar sus leyes e instituciones de manera pacífica.

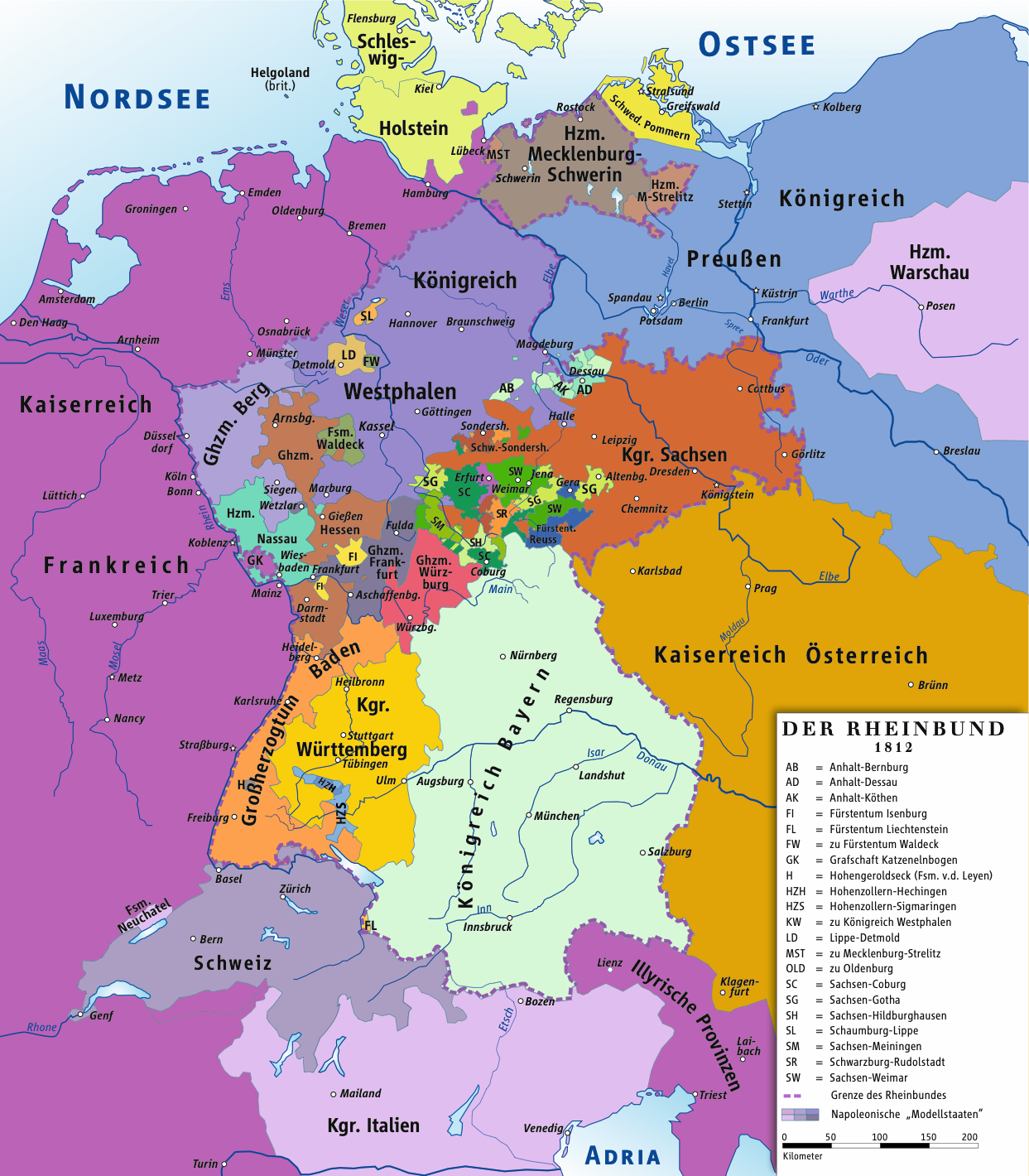
La Confederación del Rin, compuesta por estados clientes bajo el control de Napoleón, de 1806 a 1813; la mayoría de los estados alemanes pertenecían, excepto Prusia (en el noreste) y Austria (en el sureste). El texto del mapa está en alemán.

Después de que Rusia fue humillada por Napoleón, la opinión pública se volvió contra Francia y estimuló y dio forma al nacionalismo alemán.
Francia tomó el control directo de la región de Renania entre 1794 y 1814 y liberalizó radical y permanentemente el gobierno, la sociedad y la economía.
Los franceses eliminaron siglos de restricciones e introdujeron niveles de eficiencia sin precedentes.[cita requerida]. El caos y las barreras de una tierra dividida y subdividida entre muchos pequeños principados diferentes dieron paso a un sistema simplificado y centralizado controlado por París y dirigido por los parientes de Napoleón. El impacto más importante vino de la abolición de todos los privilegios feudales e impuestos históricos, la introducción de reformas legales del Código Napoleónico y la reorganización de los sistemas judiciales y administrativos locales. La integración económica de Renania con Francia incrementó la prosperidad, especialmente en la producción industrial, mientras que los negocios se aceleraron con la nueva eficiencia y se redujeron las barreras comerciales. Los judíos fueron liberados del gueto. Un punto amargo fue la hostilidad de los funcionarios franceses hacia la Iglesia Católica Romana, la fe de la mayoría de los residentes. Gran parte del sur de Alemania sintió una influencia similar, aunque más atenuada, de la Revolución Francesa, mientras que en Prusia y las zonas del este el impacto fue mucho menor. Las reformas fueron permanentes. Décadas más tarde, los trabajadores y campesinos de Renania recurrieron con frecuencia al jacobinismo para oponerse a los programas gubernamentales impopulares, mientras que la intelectualidad exigía el mantenimiento del Código Napoleónico (que se mantuvo en vigor durante un siglo).

### Polonia
Cuando los franceses invadieron Rusia, Prusia y Austria, Napoleón creó un estado polaco aliado a los franceses conocido como el Ducado de Varsovia. Los polacos habían tenido su primer atisbo de independencia en 200 años desde las particiones de Polonia por parte de Rusia, Austria y Prusia. Esto también condujo a un aumento del nacionalismo polaco que persistiría durante todo el siglo XIX y XX.

### Suiza
Los franceses invadieron Suiza y la convirtieron en un aliado conocido como la " República Helvética " (1798-1803). La interferencia con el localismo y las libertades tradicionales fue profundamente resentida, aunque se llevaron a cabo algunas reformas modernizadoras. La resistencia fue más fuerte en los bastiones católicos más tradicionales, y en la primavera de 1798 estallaron levantamientos armados en la parte central de Suiza. Alois von Reding, un poderoso general suizo, lideró un ejército de 10.000 hombres de los cantones de Uri, Schwyz y Nidwalden contra los franceses. Esto dio como resultado que los suizos recuperaran el control de Lucerna, sin embargo, debido al gran tamaño del ejército francés, el movimiento de von Reding fue finalmente suprimido. El ejército francés reprimió los levantamientos, pero el apoyo a los ideales revolucionarios disminuyó constantemente, ya que los suizos resentían la pérdida de la democracia local, los nuevos impuestos, la centralización y la hostilidad hacia la religión.
La inestabilidad de Francia dio lugar a la creación de dos grupos revolucionarios diferentes con diferentes ideologías de rebelión: los aristócratas, que buscaban la restauración de la Antigua Confederación Suiza, y un sector de la población que quería un golpe de Estado. Además, Suiza se convirtió en un campo de batalla entre los ejércitos de Francia, Austria y Rusia. Al final, esta inestabilidad, los frecuentes golpes de Estado en el gobierno y la eventual revuelta de Bourla-Papey obligaron a Napoleón a firmar el Acta del Medallón que condujo a la caída de la República Helvética y a la restauración de la Confederación.
Martin ha evaluado el impacto a largo plazo de la Revolución Francesa:
Proclamó la igualdad de los ciudadanos ante la ley, la igualdad de las lenguas, la libertad de pensamiento y de fe; creó la ciudadanía suiza, base de nuestra nacionalidad moderna, y la separación de poderes, de la que el antiguo régimen no tenía concepción; suprimió los aranceles interiores y otras restricciones económicas; unificó los pesos y las medidas, reformó el derecho civil y penal, autorizó los matrimonios mixtos (entre católicos y protestantes), suprimió la tortura y mejoró la justicia; desarrolló la educación y las obras públicas.

### Bélgica
Los franceses invadieron el territorio de la actual Bélgica y lo controlaron entre 1794 y 1814. Los franceses impusieron reformas e incorporaron el territorio a Francia. París envió nuevos gobernantes. Los hombres belgas fueron conscriptos para las guerras francesas y sometidos a fuertes impuestos. Casi todos eran católicos, pero la Iglesia estaba reprimida. La resistencia fue fuerte en todos los sectores a medida que el nacionalismo belga emergía para oponerse al dominio francés. Sin embargo, se adoptó el sistema jurídico francés, con sus derechos legales iguales y la abolición de las distinciones de clase. Bélgica contaba ahora con una burocracia gubernamental seleccionada por méritos.
Amberes recuperó el acceso al mar y creció rápidamente como un importante puerto y centro de negocios. Francia promovió el comercio y el capitalismo, allanando el camino para el ascenso de la burguesía y el rápido crecimiento de la manufactura y la minería. Económicamente, por lo tanto, la nobleza decayó mientras que los empresarios belgas de clase media florecieron debido a su inclusión en un gran mercado, allanando el camino para el papel de liderazgo de Bélgica después de 1815 en la Revolución Industrial en el continente.

### Países Bajos
Francia convirtió a los Países Bajos en un estado títere que tuvo que pagar grandes indemnizaciones.

### Dinamarca, Noruega y Suecia
El Reino de Dinamarca (que incluía a Noruega) adoptó reformas liberalizadoras en línea con las de la Revolución Francesa, sin contacto directo. Los daneses conocían las ideas francesas y estaban de acuerdo con ellas, a medida que se pasaba del absolutismo danés a un sistema constitucional liberal entre 1750 y 1850. El cambio de gobierno en 1784 fue causado por un vacío de poder creado cuando el rey Cristián VII enfermó y el poder pasó al príncipe heredero (que más tarde se convirtió en el rey Federico VI) y a los terratenientes orientados a la reforma. A diferencia de la Francia del Antiguo Régimen, en Dinamarca se intensificó la reforma agraria, se abolió la servidumbre y se extendieron los derechos civiles a los campesinos, las finanzas del Estado danés estaban en buen estado y no hubo crisis externas ni internas. Es decir, la reforma fue gradual y el propio régimen llevó a cabo reformas agrarias que tuvieron el efecto de debilitar el absolutismo al crear una clase de campesinos terratenientes independientes. Gran parte de la iniciativa provino de liberales bien organizados que dirigieron el cambio político en la primera mitad del siglo XIX.
En Suecia, el rey Gustavo III (reinado entre 1771 y 1792) fue un déspota ilustrado que debilitó a la nobleza y promovió numerosas reformas sociales importantes. Creía que la monarquía sueca podría sobrevivir y prosperar si lograba una coalición con las clases medias recién surgidas contra la nobleza. Era cercano al rey Luis XVI, por lo que estaba disgustado con el radicalismo francés. Sin embargo, decidió promover reformas antifeudales adicionales para fortalecer su posición entre las clases medias.  Cuando el rey fue asesinado en 1792, su hermano Carlos se convirtió en regente, pero el poder real estaba en manos de Gustaf Adolf Reuterholm, quien se opuso amargamente a la Revolución Francesa y a todos sus partidarios. Bajo el reinado de Gustavo IV Adolfo, Suecia se unió a varias coaliciones contra Napoleón, pero fue derrotada severamente y perdió gran parte de su territorio, especialmente Finlandia y Pomerania. El rey fue derrocado por el ejército, que en 1810 decidió nombrar a uno de los mariscales de Napoleón, Bernadotte, como heredero aparente y comandante del ejército. Tenía antecedentes jacobinos y estaba bien formado en principios revolucionarios, pero puso a Suecia en la coalición que se opuso a Napoleón. Bernadotte fue un rey bastante conservador como Carlos XIV Juan de Suecia (1818-1844),. Su reino incluía Noruega, tomada de Dinamarca en 1814.

### Rusia
El público ruso se interesó por la Revolución Francesa desde el principio, aunque la estricta censura, la ausencia de actividad política en Rusia en ese momento y el bajo nivel educativo general de la población disminuyeron los efectos de la revolución en la vida cultural y política, en contraste con otros países. No fue hasta finales del siglo XIX que la Revolución Francesa se convirtió en un tema de discusión importante en la política rusa, con todos los grupos políticos compartiendo interés y atención hacia ella.
Las primeras reacciones a la Revolución Francesa fueron hostiles. La monarca del Imperio ruso, Catalina la Grande, que reinaba en ese momento, reaccionó con horror ante la Revolución Francesa. Esto fue notable dado que ella había mantenido opiniones bastante liberales para una monarca rusa y había mantenido correspondencia con importantes intelectuales franceses. Terminó abandonando su posición liberal y simultáneamente desdeñó y temió la Revolución. Hizo quemar la novela Viaje de San Petersburgo a Moscú, escrita por Alexander Radishchev, porque creía que promovía peligrosamente la Revolución Francesa e incluso envió a Radishchev al exilio en Siberia. Radischev también había rechazado previamente la servidumbre y era un conocido crítico social, lo que contribuyó a que Catalina y la corte sospecharan de su carácter.
Nikolái Fiódorov vio a la sexualidad como la razón principal detrás de la Revolución Francesa. En su libro La filosofía de la tarea común, consideró la sexualidad como la principal fuerza que impulsa a la humanidad en la revolución y la guerra, y citó la Revolución Francesa como ejemplo. El destacado editor y crítico de arte de Nóvoye Vremya, Fedor Bulgakov, abordó la Revolución Francesa en un contexto similar, aunque también consideró que los malos consejos y la mala suerte eran otras razones parciales de la caída de la monarquía francesa durante la revolución. Otros colaboradores de Novoye Vremya describieron la sexualidad mencionada por Fyodrov y Bulgakov como un fenómeno destructivo que plagaba a la nobleza francesa con un cinismo absoluto, causando que los monarcas se volvieran afeminados y ayudando a su caída en la revolución.

## Impacto fuera de Europa

### Asia occidental y África del Norte

#### Imperio Otomano
El impacto de la Revolución Francesa en el Medio Oriente se produjo en términos del impacto político y militar de las invasiones de Napoleón a Egipto y Siria; y en la eventual influencia de las ideas revolucionarias y liberales y de los movimientos revolucionarios o rebeliones. Ante la invasión de Napoleón en 1798, la respuesta de los funcionarios otomanos fue muy negativa. Advirtieron que la religión tradicional sería derrocada. La larga amistad otomana con Francia terminó. Las élites otomanas eran profundamente antitéticas a los valores de la Revolución Francesa y la consideraban un movimiento materialista hostil a todas las religiones y que promovía el ateísmo. El sultán Selim III se dio cuenta inmediatamente de lo atrasado que estaba su imperio y comenzó a modernizar tanto su ejército como su sistema de gobierno. En el propio Egipto, la élite gobernante de mamelucos fue desplazada permanentemente, lo que aceleró las reformas. En términos intelectuales, el impacto inmediato de las ideas revolucionarias francesas fue casi invisible, pero hubo una influencia de largo alcance en las ideas liberales y en el ideal de igualdad jurídica, así como en la noción de oposición a un gobierno tiránico. En este sentido, la Revolución Francesa trajo consigo temas tan influyentes como el constitucionalismo, el parlamentarismo, la libertad individual, la igualdad jurídica y el sentido de nacionalismo étnico. Estos se hicieron realidad alrededor de 1876.

Un informe oficial de 1798 del Reis ül-Küttab otomano describe la revolución como «un desagradable caso de sífilis» y afirma:
«la conflagración de sedición y maldad que estalló hace unos años en Francia, esparciendo chispas y lanzando llamas de maldad y tumulto en todas direcciones, había sido concebida muchos años antes en las mentes de ciertos herejes malditos. De esta manera: los ateos conocidos y famosos Voltaire y Rousseau, y otros materialistas como ellos, habían impreso y publicado varias obras... de insultos y difamaciones contra los profetas puros y los grandes reyes, de la eliminación y abolición de toda religión, y de alusiones a la dulzura de la igualdad y republicanismo, todo expresado en palabras y frases fácilmente inteligibles, en forma de burla, en el lenguaje de la gente común. Al encontrar el placer de la novedad en estos escritos, la mayoría de la gente, incluso los jóvenes y las mujeres, se inclinaron hacia ellos y les prestaron mucha atención, de modo que la herejía y la maldad se extendieron como la sífilis a las arterias de sus cerebros y corrompieron sus creencias. Cuando la revolución se hizo más intenso, nadie se ofendió por el cierre de iglesias, el asesinato y expulsión de monjes y la abolición de la religión y la doctrina: pusieron sus corazones en la igualdad y la libertad... la base última del orden y la cohesión de cada estado es una comprensión firme de las raíces y ramas de la ley santa, la religión y la doctrina; que la tranquilidad de la tierra y el control de los súbditos no pueden alcanzarse solo por medios políticos; que la necesidad del temor de Dios y el respeto por la retribución en los corazones de los esclavos de Dios es uno de los decretos divinos inquebrantablemente establecidos... los líderes de la sedición y el mal que aparecen en Francia, de una manera sin precedentes... han eliminado el temor de Dios y el respeto por la retribución de la gente común, han hecho legales todo tipo de actos abominables, han borrado por completo toda vergüenza y decencia, y así han preparado el camino para la reducción del pueblo de Francia al estado del ganado... Y no se conformaron solo con esto... hicieron traducir a todos los idiomas y publicar en todas partes su declaración rebelde que llaman "Los Derechos del Hombre", y se esforzaron por incitar a la gente común de las naciones y religiones a rebelarse contra los reyes a los que estaban sujetos» 

#### Egipto
El historiador y erudito islámico egipcio Abd al-Rahman al-Jabarti (1753-1825 d. C.) mantuvo un tono estricto y puritano en sus reacciones ante su testimonio de la avanzada tecnología militar, las ciencias materiales y los valores culturales de los ocupantes franceses. Como intelectual de alto rango de Egipto, las opiniones de Al-Jabarti sobre la  revolución también eran inéditas; y se reflejan en su postura sobre dos grandes revoluciones de su vida: la Revolución Francesa de 1789 y la Revolución Wahhabi de 1798 en la Península arábiga. Al-Jabarti estuvo profundamente influenciado por los ideales reformistas del movimiento Muwahhidun árabe y sus llamados a fraternidad panislámica, el resurgimiento de la gloria islámica pasada mediante el compromiso directo con las Escrituras, la defensa del Ijtihad, la oposición a las supersticiones populares, etc. Dio un relato de apoyo del movimiento en su obra seminal de historia egipcia «Aja'ib al-athar fi al-tarajim wal-akhbar» (Las maravillosas composiciones de biografías y eventos) y lamentó la caída del Emirato de Dirʿiyya durante las Guerras Wahhabi. Mientras tanto, Jabarti aborrecía las ideas republicanas de la Revolución Francesa, como el igualitarismo, la libertad y la igualdad; insistiendo en la supremacía del Wahy (Revelación Islámica) sobre el  racionalismo europeo. Aunque había reconocido los avances logrados por los europeos en ciertos campos, Jabarti creía firmemente en el triunfo final del Islam sobre Occidente y abogó por la restauración del poder islámico mediante sus obras.

En la opinión de Jabarti, sólo Dios es el legislador y la  Revolución Francesa violó la Sharia (ley islámica) al conceder este derecho a las masas comunes. En su «Tarikh muddat al-faransis bi-misr » (Historia del período de la ocupación francesa en Egipto), que narra los acontecimientos de Egipto durante junio-diciembre de 1798, Al-Jabarti ofrece el siguiente relato sobre las consignas y los valores sociopolíticos de la Revolución Francesa:
«Los franceses están de acuerdo con las tres religiones, pero al mismo tiempo no están de acuerdo con ellas, ni con ninguna religión... Su declaración "En nombre de la República Francesa, etc.", es decir, esta proclamación se envía desde su República, es decir, su cuerpo político, porque no tienen ningún jefe o sultán con quien todos estén de acuerdo, como otros, cuya función es hablar en su nombre. Porque cuando se rebelaron contra su sultán hace seis años y lo mataron, el pueblo acordó unánimemente que no debía haber un solo gobernante sino que su estado, territorios, leyes y administración de sus asuntos, deberían estar en manos de los hombres inteligentes y sabios entre ellos. Designaron personas elegidas por ellos y los hicieron jefes del ejército, y por debajo de ellos generales y comandantes de mil, doscientos y decenas, administradores y consejeros, con la condición de que todos fueran iguales y ninguno superior a otro en vista de la igualdad de la creación y la naturaleza. Hicieron de esto el fundamento y la base de su sistema. Éste es el sentido de su afirmación de que se basan en el principio de la libertad y la igualdad. Su término "libertad" significa que no son esclavos como los mamelucos ; "igualdad" tiene el sentido antes mencionado... Siguen esta regla: grandes y pequeños, altos y bajos, hombres y mujeres son todos iguales. A veces rompen esta regla según sus caprichos, inclinaciones o razonamientos. Sus mujeres no se cubren con velo y no tienen pudor; no les importa descubrir sus partes privadas... En cuanto al nombre de "Bonaparte", es el título de su general, no es un nombre.»

### América del Norte
La prensa de la colonia de Quebec inicialmente consideró los acontecimientos de la Revolución de manera positiva.  La cobertura de la prensa en Quebec sobre la Revolución dependía y reflejaba la opinión pública en Londres, y la prensa de la colonia dependía de periódicos y reimpresiones de revistas de las Islas Británicas.  La temprana recepción positiva de la Revolución Francesa había hecho políticamente difícil justificar la negación de las instituciones electorales a la colonia tanto para el público británico como para el de Quebec; el Ministro del Interior británico, William Grenville, comentó que era casi "posible 'mantener con éxito' la negación 'a un grupo tan grande de súbditos británicos, de los beneficios de la Constitución británica'.  Las reformas gubernamentales introducidas en la Ley Constitucional de 1791 dividieron Quebec en dos colonias separadas, Bajo Canadá y Alto Canadá, e introdujeron instituciones electorales en las dos colonias. 
La oposición a la Revolución Francesa en Quebec surgió primero entre su clero, después de que el gobierno francés confiscara las propiedades del Seminario de Quebec en Francia. Sin embargo, la mayoría del clero de Quebec no expresó su oposición a la Revolución en sus años iniciales, consciente de la opinión predominante en la colonia en ese momento.  La opinión pública en Quebec comenzó a cambiar en contra de la Revolución después de la Huida a Varennes, y a medida que los relatos populares de los disturbios en Francia en 1791 llegaban a la colonia.  Después de las Masacres de Septiembre y la posterior ejecución de Luis XVI en enero de 1793, miembros del clero canadiense y señores comenzaron a expresar abiertamente su oposición a la Revolución.  Un cambio en la opinión pública también fue evidente en la primera sesión de la Asamblea Legislativa del Bajo Canadá, cuando la legislatura votó en contra de varios proyectos de ley inspirados en la Revolución Francesa.  En 1793, casi todos los miembros de la asamblea legislativa se negaron a ser identificados como "demócratas", un término utilizado por los partidarios de la Revolución.  A finales de 1793, el clero, los señores y la burguesía de las Cañadas se oponían abiertamente a la Revolución.  Sentimientos similares se encontraron también entre la "segunda clase de canadienses", que elogiaban "la revolución francesa por sus principios pero detestaban los crímenes que había engendrado". 
La migración francesa a ambos Canadás se desaceleró significativamente durante y después de la Revolución Francesa; solo a un pequeño número de artesanos, profesionales y religiosos emigrados de Francia se les permitió establecerse en durante ese período. La mayoría de estos inmigrantes se trasladaron a Montreal o a la ciudad de Quebec, aunque el noble francés Joseph-Geneviève de Puisaye también lideró un pequeño grupo de realistas franceses para establecerse en tierras al norte de York (actual Toronto ). La afluencia de inmigrantes religiosos de Francia revitalizó la Iglesia Católica Romana en las Canadá, y los sacerdotes del refectorio que se mudaron a las colonias fueron responsables del establecimiento de varias parroquias en todas partes las Canadás.

#### Estados Unidos
La Revolución Francesa encontró un amplio apoyo estadounidense en su fase inicial, pero la ejecución del rey polarizó la opinión estadounidense y jugó un papel importante en la configuración de la política estadounidense. El presidente George Washington declaró neutralidad en las guerras europeas, pero la polarización dio forma al Primer Sistema de Partidos. En 1793 se formaron las primeras «Sociedades Democráticas». Estas apoyaron la Revolución Francesa tras la ejecución del rey. La palabra "demócrata" fue propuesta por el embajador francés, el ciudadano Genet, para designar las sociedades que él subvencionaba en secreto. El emergente Partido Federalista, liderado por Alexander Hamilton, comenzó a ridiculizar a los partidarios de Thomas Jefferson como "demócratas". Genet comenzó entonces a movilizar a los votantes estadounidenses utilizando dinero francés, por lo que fue expulsado por el presidente Washington.
Después de que el presidente Washington denunciara a las sociedades como antirrepublicanas, éstas desaparecieron. En 1793, cuando estalló la guerra en Europa, el Partido Republicano Jeffersoniano favoreció a Francia y señaló el tratado de 1778 que todavía estaba en vigor. Washington y su gabinete unánime (incluido Jefferson) decidieron que el tratado no obligaba a Estados Unidos a entrar en la guerra, ya que dejaron de estar a favor de la Revolución después de ejecutar al Rey; en cambio, Washington proclamó la neutralidad. Bajo la presidencia de Adams, un federalista, tuvo lugar entre 1798 y 1799 una guerra naval no declarada con Francia, llamada la «cuasi guerra». Jefferson se convirtió en presidente en 1801, pero era hostil a Napoleón como dictador y emperador. Sin embargo, aprovechó la oportunidad de comprar Luisiana en 1803.
Las grandes similitudes pero diferentes experiencias entre las revoluciones francesa y estadounidense conducen a un cierto parentesco entre Francia y los Estados Unidos, ya que ambos países se consideran pioneros de la libertad y promotores de ideales republicanos. Este vínculo se manifestó en intercambios como el regalo de la Estatua de la Libertad por parte de Francia.

### Haití y México
El llamado a la modificación de la sociedad fue influenciado por la revolución en Francia, y una vez que la esperanza de cambio encontró un lugar en los corazones del pueblo haitiano, no hubo forma de detener la reforma radical que estaba ocurriendo. Los ideales de la Ilustración y el inicio de la Revolución Francesa fueron suficientes para inspirar la Revolución Haitiana, que se convirtió en la rebelión de esclavos más exitosa y completa en la historia. Así como los franceses tuvieron éxito en transformar su sociedad, también lo lograron los haitianos. El 4 de abril de 1792, la Asamblea Nacional Francesa concedió la libertad a los esclavos en Haití, pero les negó su independencia de Francia, lo que llevó a la continuación de la revolución haitiana, culminando en 1804; Haití era una nación independiente, compuesta únicamente de gente libre. Las actividades de las revoluciones provocaron cambios en todo el mundo. La transformación de Francia tuvo mayor influencia en Europa, y la influencia de Haití se extendió a todos los lugares donde seguía practicándose la esclavitud. John E. Baur rinde homenaje a Haití como cuna de la Revolución más influyente de la historia.
Ya en 1810 se acuñó en la política española el término «liberal» para indicar a los partidarios de la Revolución Francesa. Este uso pasó a América Latina y animó el movimiento independentista contra España. En el siglo XIX el "liberalismo" fue el elemento dominante en el pensamiento político latinoamericano. Las ideas liberales francesas fueron especialmente influyentes en México, como se ve particularmente en los escritos de Alexis de Tocqueville, Benjamin Constant y Édouard René de Laboulaye. La cultura política latinoamericana osciló entre dos polos opuestos: la tradicional, basada en vínculos personales y familiares muy específicos con grupos de parentesco, comunidades e identidad religiosa; y la moderna, basada en ideales impersonales de individualismo, igualdad, derechos legales y secularismo o anticlericalismo. El modelo revolucionario francés fue la base de la visión moderna, como se explica en México en los escritos de José María Luis Mora (1794-1850).
En México, el liberalismo moderno se expresó mejor en el Partido Liberal, la Constitución de 1857, las políticas de Benito Juárez y, finalmente, en el movimiento democrático de Francisco I. Madero que condujo a la Revolución de 1911.